# Hemimycale
Hemimycale is een geslacht van sponsdieren uit de klasse van de Demospongiae (gewone sponzen).

## Soorten
- Hemimycale arabica Ilan, Gugel & van Soest, 2004
- Hemimycale columella (Bowerbank, 1874)
- Hemimycale insularis Moraes, 2011
- Hemimycale rhodus (Hentschel, 1929)